# ماركوس تشونغ
ماركوس تشونغ (بالإنجليزية: Marcus Chong)‏ مواليد 8 يوليو 1967 في سياتل، واشنطن، الولايات المتحدة، هو ممثل أمريكي فاز بجائزة المسرح العالمي. ظهر في أفلام مثل الماتريكس (1999).

## روابط خارجية
- ماركوس تشونغ على موقع IMDb (الإنجليزية)
- ماركوس تشونغ على موقع قاعدة بيانات برودواي على الإنترنت (الإنجليزية)
- ماركوس تشونغ على موقع قاعدة بيانات الفيلم (الإنجليزية)